# Хвилі мобілізації Вермахту
Хвилі мобілізації Вермахту — етапи формування та введення до лав Сухопутних військ Вермахту нових повноцінних дивізій.
З 16 березня 1935 року на основі Рейхсверу утворені нові збройні сили Третього Рейху — Вермахт, згодом у Німеччині введена загальна військова повинність. За станом на 1938 рік до складу сухопутних військ Вермахту входило 35 піхотних дивізій.
З 1934 по 1945 рік, в цілому по мірі підготовки до нової війни та під час Другої світової німецьким ОКХ проведено 35 хвиль мобілізації, які пройшли повний цикл розгортання з'єднання. Усі дивізії, що були створені до 26 серпня 1939 відносяться до першої хвилі мобілізації. Остання, 35-та хвиля формування нових дивізій проведена за наказом Верховного Командування Збройних сил Німеччини 30 березня 1945. У цілому за 35 хвиль мобілізації було сформовано 294 піхотні (охорони, навчальні, гренадерські, фольксгренадерські) дивізії, що становило близько 80% від загальної чисельності усіх дивізій сухопутних військ Німеччини.

## Перелік хвиль мобілізації Вермахту
| № хвилі мобілізації | Сформовані дивізії | Кількість сформованих дивізій | Період проведення        | Коментарі |
| ------------------- | --- | ----------------------------- | ------------------------ | --- |
| 1.                  | Піхотні дивізії: 1-ша піхотна дивізія, 2-га, 3-тя, 4-та, 5-та, 6-та, 7-ма, 8-ма, 9-та, 10-та, 11-та, 12-та, 13-та, 14-та, 15-та, 16-та, 17-та, 18-та, 19-та, 20-та, 21-ша, 22-га, 23-тя, 24-та, 25-та, 26-та, 27-ма, 28-ма, 29-та, 30-та, 31-ша, 32-га, 33-тя, 34-та, 35-та, 36-та, 44-та, 45-та, 46-та, (50-та) | 35                            | з 1934 по 1939           | Регулярні піхотні дивізії мирного часу. Організаційно-штатна структура: - 3 піхотних полки (кожний має 3 піхотні батальйони по 3 стрілецькі роти й 1 кулеметну роту) - тилові служби дивізії (дивізійне управління постачання)                                                                 |
| 2.                  | Піхотні дивізії: (50-та), 52-га, 56-та, 57-ма, 58-ма, 60-та, 61-ша, 62-га, 68-ма, 69-та, 71-ша, 72-га, 73-тя, 75-та, 76-та, 78-ма, 79-та, 87-ма | 18                            | 26 серпня 1939           | Дивізії, практично ідентичні кадровим дивізіям 1-ї хвилі. Укомплектовувалися військовозобов'язаними резервістами 1-го розряду. Штат мав незначні відмінності в інженерних та артилерійських підрозділах.                                                                                       |
| 3.                  | Піхотні дивізії: 205-та, 206-та, 207-ма, 208-ма, 209-та, 211-та, 212-та, 213-та, 214-та, 215-та, 216-та, 217-та, 218-та, 221-ша, 223-тя, 225-та, 227-ма, 228-ма, 231-ша, 239-та, 246-та, 311-та | 22                            | 26 серпня 1939           | Дивізії 3-ї хвилі утворювалися переважно з дивізій ландверу та укомплектовувалися резервістами 2-го розряду. У штаті замість розвідувального батальйону мали самокатний ескадрон. Частка дивізій 3-ї хвилі комплектувалася трофейною технікою та озброєнням.                                   |
| 4.                  | Піхотні дивізії: 251-ша, 252-га, 253-тя, 254-та, 255-та, 256-та, 257-ма, 258-ма, 260-та, 262-га, 263-тя, 267-ма, 268-ма, 269-та | 14                            | 26 серпня 1939           | Дивізії формувалися на базі навчальних підрозділів резервістами 1-го та 2-го розряду та військовозобов'язаними ландверу. Незначні відмінності у штаті, за зразком 2-ї хвилі |
| 5.                  | Піхотні дивізії: 93-тя, 94-та, 95-та, 96-та, 98-ма | 5                             | вересень 1939            | |
| 6.                  | Піхотні дивізії: 81-ша, 82-га, 83-тя, 88-ма | 4                             | 14 листопада 1939        | |
| 7.                  | Піхотні дивізії: 161-ша, 162-га, 163-тя, 164-та, 165-та, 166-та, 167-ма, 168-ма, 169-та, 170-та, 181-ша, 183-тя, 196-та, 197-ма, 198-ма, 199-та | 16                            | листопад-грудень 1939    | |
| 8.                  | Піхотні дивізії: 290-та, 291-ша, 292-га, 293-тя, 294-та, 295-та, 296-та, 297-ма, 298-ма, 299-та | 10                            | лютий 1940               | |
| 9.                  | Піхотні дивізії: 554-та, 555-та, 556-та, 557-ма | 4                             | лютий 1940               | |
| 9.*                 | Піхотні дивізії: 351-ша, 358-ма, 365-та, 372-га, 379-та, 386-та, 393-тя, 395-та, 399-та | 9                             | лютий-березень 1940      | |
| 10.                 | Піхотні дивізії: 270-та, 271-ша, 273-тя, 276-та, 277-ма, 278-ма, 279-та, 280-та | 8                             | травень-червень 1940     | Після капітуляції Франції формування цих дивізій було призупинене. Вдруге 6 з 9 дивізій були сформовані під час 22-ї хвилі мобілізації. 270-та дивізія створювалася окремо, поза мобілізаційного плану у квітні 1942 у північній Норвегії. 273-тя та 279-та піхотні дивізії не відновлювалися. |
| 11.                 | Піхотні дивізії: 121-ша, 122-га, 123-тя, 125-та, 126-та, 129-та, 131-ша, 132-га, 134-та, 137-ма | 10                            | жовтень 1940             | Дивізії формувалися в процесі підготовки до війни на Східному фронті; укомплектовувалися ветеранами старих дивізій та новобранцями 1920 року народження.Озброєння та військова техніка були трофейними французького виробництва.                                                               |
| 12.                 | Легкі піхотні дивізії: 97-ма, 99-та, 100-та, 101-ша Піхотні дивізії: 102-га, 106-та, 110-та, 111-та, 112-та | 9                             | листопад 1940            | 97-ма, 99-та, 100-та і 101-ша дивізії мали інший штат з 2-ма піхотними полками; уся техніка та озброєння були трофейними французькими. |
| 13.                 | Піхотні дивізії: 302-га, 304-та, 305-та, 306-та, 319-та, 320-та, 321-ша, 323-тя, 327-ма | 8                             | листопад-грудень 1940    | |
| 14.                 | Піхотні дивізії: 332-га, 333-тя, 335-та, 336-та, 337-ма, 339-та, 340-ва, 342-га | 8                             | листопад-грудень 1940    | |
| 15.                 | Піхотні дивізії: 702-га, 704-та, 707-ма, 708-ма, 709-та, 710-та, 711-та, 712-та, 713-та, 714-та, 715-та, 716-та, 717-та, 718-та, 719-та | 15                            | квітень-травень 1941     | |
| 16.                 | Бригади охорони: 201-ша бригада охорони, 202-га, 203-тя, 204-та | —                             | квітень-травень 1941     | Кожна бригада охорони складалася з 3-х піхотних полків. Влітку 1942 201-ша та 203-тя бригада розгорнути до дивізій охорони |
| 17.                 | Піхотні дивізії: 328-ма, 329-та, 330-та, 331-ша | 4                             | грудень 1941             | |
| 18.                 | Піхотні дивізії: 383-тя, 384-та, 385-та, 387-ма, 389-та | 5                             | грудень 1941             | |
| 19.                 | Піхотні дивізії: 370-та, 371-ша, 376-та, 377-ма | 4                             | березень-квітень 1942    | |
| 20.                 | Піхотні дивізії: 38-ма, 39-та, 65-та | 3                             | липень 1942              | |
| 21.                 | Піхотні дивізії: 349-та, 352-га, 353-тя, 357-ма, 359-та, 361-ша, 362-га, 367-ма | 8                             | жовтень 1943             | |
| 22.                 | Піхотні дивізії: 271-ша, 272-га, 275-та, 276-та, 277-ма, 278-ма | 6                             | грудень 1943             | Друге формування дивізій 10-ї хвилі. За основу брали кадри розгромлених на Сході з'єднань.275-та дивізія формувалася вперше. |
| 23.                 | Дивізії охорони: 390-та дивізія охорони, 391-ша Навчальні дивізії: 52-га навчально-польова, 388-ма | 4                             | грудень 1943-січень 1944 | |
| 24.                 | Дивізії-тіні: «Ван», «Генеральна губернія», «Демба», «Милау», «Миловіц» | 5                             | січень 1944              | |
| 25.                 | Піхотні дивізії: 77-ма, 84-та, 85-та, 89-та, 91-ша, 92-га | 6                             | січень 1944              | |
| 26.                 | Дивізії-тіні: «Богемія», «Вільдфлеккен», «Остпруссен», «Нойгаммер» | 4                             | квітень 1944             | |
| 27.                 | Піхотні дивізії: 59-та, 64-та, 226-та, 232-га, 237-ма | 5                             | червень 1944             | |
| 28.                 | Дивізії-тіні: «Ютландія», «Сілезія», «Мюнзінген», «Графенвер» | 4                             | липень 1944              | |
| 29.                 | Гренадерські дивізії: 541-ша, 542-га, 543-тя, 544-та, 545-та, 546-та, 547-ма, 548-ма, 549-та, 550-та, 551-ша, 552-га, 553-тя, 558-ма, 559-та, 561-ша, 562-га | 17                            | липень 1944              | |
| 30.                 | Гренадерські дивізії: 560-та, 563-тя Фольксгренадерські дивізії: 12-та, 16-та, 19-та, 36-та | 6                             | серпень 1944             | |
| 31.                 | Дивізії-тіні: «Бреслау», «Доллершейм», «Гросс Борн», «Мерен», «Рен» | 5                             | серпень 1944             | |
| 32.                 | Фольксгренадерські дивізії: 564-та, 565-та, 566-та, 567-ма, 568-ма, 569-та, 570-та, 571-ша, 572-га, 573-тя, 574-та, 575-та, 576-та, 577-ма, 578-ма, 579-та, 580-та, 581-ша, 582-га, 583-тя, 584-та, 585-та, 586-та, 587-ма, 588-ма                                                                               | 25                            | серпень 1944             | |
| 33.                 | Піхотні дивізії: 48-ма, 85-та, 189-та, 245-та, 246-та, 275-та, 716-та Фольксгренадерські дивізії: 361-ша, 553-тя, 708-ма | 10                            | січень 1945              | |
| 34.                 | Дивізії-тіні: «Дрезден», «Гамбург», «Ганновер», «Донау», «Відень» | 5                             | лютий 1945               | |
| 35.                 | Дивізії-тіні: «У.фон Гуттен», «Шарнгорст», «Шлагетер», «Ф. Л. Ян», «Т. Кернер» | 5                             | квітень 1945             | |

## Штат, озброєння та військова техніка піхотних дивізій Вермахту
| Особовий склад            | 1-ша хвиля мобілізації | 2-га хвиля мобілізації | 3-тя хвиля мобілізації | 4-та хвиля мобілізації | Піхотні дивізії 1944 року | Піхотні дивізії 1945 року |
| ------------------------- | ---------------------- | ---------------------- | ---------------------- | ---------------------- | ------------------------- | ------------------------- |
| Офіцери                   | 518                    | 491                    | 578                    | 491                    | 333                       | 352                       |
| Службовці                 | 102                    | 98                     | 94                     | 99                     | 70                        | 29                        |
| Унтер-офіцери             | 2 573                  | 2 273                  | 2 722                  | 2 165                  | 2 164                     | 1 947                     |
| Рядові                    | 13 667                 | 12 411                 | 14 507                 | 12 264                 | 10 205                    | 9 581                     |
| Загалом                   | 16 860                 | 15 273                 | 17 901                 | 15 019                 | 12 772                    | 11 909                    |
| Зброя та озброєння        | 1-ша хвиля мобілізації | 2-га хвиля мобілізації | 3-тя хвиля мобілізації | 4-та хвиля мобілізації | Піхотні дивізії 1944 року | Піхотні дивізії 1945 року |
| Пістолети                 | 3 681                  | 3 801                  | 4 640                  | 3 639                  | 2 013                     | 1 563                     |
| Гвинтівки                 | 12 609                 | 10 828                 | 11 423                 | 10 807                 | 8 598                     | 7 594                     |
| Кулемети                  | 535                    | 459                    | 709                    | 457                    | 716                       | 536                       |
| Польова артилерія         | 26                     | =                      | =                      | 20                     | 25                        | 35                        |
| Протитанкові гармати      | 75                     | =                      | =                      | =                      | 23                        | 11                        |
| Важкі гармати та міномети | 48                     | =                      | =                      | =                      | 43                        | 37                        |
| Мотоцикли                 | 530                    | 497                    | 425                    | 529                    | 168                       | 138                       |
| Танки                     | 394                    | 393                    | 330                    | 359                    | 167                       | 146                       |
| Вантажні автомобілі       | 536                    | 509                    | 248                    | 536                    | 370                       | 185                       |
| Коні                      | 5 375                  | 4 854                  | 6 033                  | 4 077                  | 3 979                     | ----                      |